# アフター・アワーズ (映画)
『アフター・アワーズ』（After Hours）は、マーティン・スコセッシ監督、グリフィン・ダン製作・主演による1985年のアメリカ映画である。

## あらすじ
ニューヨークに住むワープロ技師のポールはある日、仕事帰りにカフェに寄り、そこでヘンリー・ミラーの「北回帰線」を読んでいたところ、マーシーという美しい女性と出会う。彼女はこれからソーホーの友達に会いに行くと言う。その友達はキキといい、石膏細工の芸術家だと言う。マーシーはキキの部屋の電話番号を教えた。自宅に帰ったポールは、教えてもらった連絡先に電話したところ、マーシーはキキと喧嘩をしてしまったと言う。これから来てくれないかと言うマーシーに、ポールは行くと答えた。時刻は夜の11時32分だった。
やたらと飛ばすタクシーに乗ったが、風でなけなしの紙幣が窓から飛ばされてしまう。ポールは運転手に事情を説明して謝るが、運転手は憤然と走り去った。キキのアパートに入ると、そこでは下着姿のキキが一人で石膏細工を作っていた。マーシーの姿はなかった。ドラッグストアへ買物に出ていると言う。ポールがマーシーのバッグをのぞくと、そこには火傷の薬が入っていて、名前はマーシー・フランクリンとなっていた。ポールとマーシーはカフェにコーヒーを飲みに出かける。そこでポールはマーシーにフランクリンとは誰かと尋ねた。するとフランクリンは彼女の夫で家主でもあると答えた。
再び部屋に戻った二人だったが、彼女のいないすきに、ポールは彼女のバッグに火傷のリハビリの本があるのを見つける。偽マリファナを吸っている間にポールは急に帰りたくなり、憤然と部屋を飛び出す。外は土砂降りで、ポールは地下鉄で帰ろうとしたが、深夜割増のため所持金が足りなくて乗れなかった。仕方なく前を通りかかったダイナーに入り、申し訳ないがお金がないので座るだけだとウェイトレスのジュリーに頼んだ。店にはチークダンスを踊る男女の客と、バーテンダーのトム、そしてジュリーの四人しかいなかった。ポールが帰りたいが小銭が足りないと事情を説明すると、トムは貸してくれると言う。ところがレジが開かない。トムはポールに部屋にあるレジのキーを取ってきてくれと頼む。ポールは承諾した。泥棒でないことを証明するため、ポールは自分のキーをトムに預けた。
トムの部屋でレジのキーを手に入れたポールは、その帰り道、男二人がバンに石膏細工を乗せようとしているのを見つける。そこはソーホーのキキのアパートの前だった。ポールが声をかけると、男二人は石膏細工を残して逃走。ポールは石膏細工を背負ってキキの部屋に上がると、そこにはホルストと名乗る筋骨隆々の謎の男がいた。マーシーに謝れと迫る。ポールはマーシーの部屋に行き、謝罪するが、マーシーの反応がなかった。手に触ると脈がない。枕元には睡眠薬の瓶があった。
あわててポールはリビングに助けを求めに走るが、そこにはキキもホルストもいなかった。残されたメモにはクラブ・ベルリンに飲みに行くと書いてある。ポールは警察に電話し、変死体があると告げる。ポールはマーシーがかぶっている毛布をのけてみると、彼女は裸だった。しかしどこにも火傷の痕はなかった。
部屋を出ると、ポールはさっきのジュリーと出会った。一緒にダイナーに戻ると、トムは不在で店は閉まっていた。ポールは自宅のキーをトムに預けてあるので、このままでは帰りたくても帰れない。ジュリーは彼を近所の自宅アパートに誘った。
部屋に入ると、ジュリーは突然豹変し、あなたは私のことが好きなはずだと、ポールに強引に迫る。そこにトムが帰ってくるのが見えたため、ポールは自分のキーを取り返して二分で戻ってくると約束する。ポールはダイナーに戻るが、そこに電話がかかってくる。電話を切ったトムは、たった今自分の恋人が睡眠薬で自殺したと言った。そして、マーシーと叫んで、カウンターを力任せに叩いた。ポールは声もない。再びジュリーの部屋に戻ったポールだが、しつこく迫る彼女をなだめすかして、部屋を飛び出す。ダイナーに戻るが、またしてもトムは不在で店は閉まっていた。ポールはトムの部屋へ向かうが、そこで泥棒騒ぎがあり、ポールは泥棒に間違われてあわてて逃げた。
次にポールはクラブ・ベルリンへ向かった。そこでキキとホルストを見つけるが、自分はわけも分からずモヒカン刈りにされそうになり、店を飛び出す。ポールはマーシーの部屋に戻り、石膏細工についていた紙幣をむしり取り、そのお金でタクシーに乗ろうとするが、そのタクシーはさっき無賃乗車したタクシーで、運転手はポールから紙幣を奪って走り去った。
たまたまそのときタクシーから降りたアイスクリーム売りの女ゲイルに誘われ、ポールは電話を借りるために彼女の部屋に行く。ポールの傷の手当てをしようとしたゲイルは、彼の体に貼りついた石膏細工の新聞紙を見つける。それによると、昨夜男が一人暴徒に襲われ、身元が分からなくなるほど暴行を受けて死亡したと言う。ポールはゲイルの車で家に送ってもらうことになったが、車に向かう途中、彼女は電柱の貼り紙を見て、突然笛を吹いた。するとあちこちから懐中電灯の光が集まってきて、彼を追いかけ始めた。彼はわけも分からず必死に逃げた。
ポールは道端にたたずむ男娼のマークに家へ連れて行ってくれと頼み、そこから警察に電話して事情を説明するが、いたずらと思われて相手にされなかった。ポールはマーシーとの出会いからの経緯をすべてマークに説明したが、そのとき窓からジュリーの姿を見つけた。ジュリーは電柱に紙を貼りつけていた。ポールは部屋を飛び出したが、すでにジュリーの姿はなかった。貼り紙にはポールの似顔絵と泥棒の字があった。
ダイナーに逃げ込むと、そこにトムがいた。ポールは自分が泥棒に間違われていること、自警団から追われていることを説明した。トムはキーを取ってくると言い、店を出た。ポールが一人で待っているところに、クラブ・ベルリンのパーティーを知らせるビラ配りが来る。
ポールはクラブ・ベルリンに舞い戻ったが、誰もいない。中年女性ジューンが一人いるだけだった。疲れ果てたポールは、自分は今夜とんでもない、つらい目に遭った、ただ黙ってその話を聞いてくれないかと、彼女に頼んだ。彼女に誘われるままに、ポールは階下の部屋に行った。そこに自警団が踏み込んでくる。あわてたポールは彼女の制止を振り切って隣室に飛び込むが、そこで大量の石膏液を全身に浴びてしまう。彼女も石膏細工のアーティストだったのだ。彼女のとっさの機転で、彼はそのまま石膏細工に擬装される。自警団は部屋の中を徹底的に捜索したが、擬装に気づかず引き上げていった。
ポールを石膏細工にしたまま、彼女は様子を見てくると言い残して部屋を出た。そこに盗賊二人が忍び込んでくる。彼らはキキの部屋から石膏細工を盗み出そうとした、あの二人だった。二人は中にポールが入っているとも知らず、石膏細工を盗み出してバンに乗せる。盗賊のバンはマンハッタンを走り抜ける。ポールは石膏に塗り固められたまま、流れる車窓の風景を見ていた。ハドソン通り、八番街、マディソン通り。いつしか夜空は白み始め、すっかり朝になっていた。バンが通りの角を乱暴に曲がったとき、石膏細工を荷台から振り落した。衝撃で石膏が壊れ、ポールはようやく中から出られた。周囲を見回すと、そこは彼の勤める会社の前で、ちょうど朝のチャイムとともに正面玄関の門が開かれるところだった。ポールは全身石膏だらけのまま、ビルに入った。
ポールはいつものように自分の席に座り、コンピュータを起動した。すると画面には「おはよう、ポール」の文字が、いつものように浮かび上がった。

## キャスト
- ポール・ハケット - グリフィン・ダン
- マーシー・フランクリン - ロザンナ・アークエット
- ジュリー - テリー・ガー
- ニール - チーチ・マリン (チーチ&チョン)
- ぺぺ - トミー・チョン (トーマス・チョン名義) (チーチ&チョン)
- ジューン - ヴァーナ・ブルーム
- キキ・ブリッジス - リンダ・フィオレンティーノ
- トーマス "トム" ショア - ジョン・ハード
- ゲイル - キャサリン・オハラ
- ホルスト - ウィル・パットン
- マーク - ロバート・プランケット
- ピーター - ディック・ミラー
- ロイド - ブロンソン・ピンチョット
- タクシー運転手 - ラリー・ブロック
- ダイナー店主 - ヴィクター・アルゴ
- クラブの照明係 - マーティン・スコセッシ

## 映画賞受賞・ノミネーション
| 賞                               | 部門                                     | 候補者                 | 結果       |
| -------------------------------- | ---------------------------------------- | ---------------------- | ---------- |
| カンヌ国際映画祭                 | パルム・ドール                           | マーティン・スコセッシ | ノミネート |
| カンヌ国際映画祭                 | 監督賞                                   | マーティン・スコセッシ | 受賞       |
| ゴールデングローブ賞             | 主演男優賞（ミュージカル・コメディ部門） | グリフィン・ダン       | ノミネート |
| 英国アカデミー賞                 | 助演女優賞                               | ロザンナ・アークエット | ノミネート |
| インディペンデント・スピリット賞 | 作品賞                                   | 『アフター・アワーズ』 | 受賞       |
| インディペンデント・スピリット賞 | 監督賞                                   | マーティン・スコセッシ | ノミネート |
| インディペンデント・スピリット賞 | 主演女優賞                               | ロザンナ・アークエット | ノミネート |
| インディペンデント・スピリット賞 | 脚本賞                                   | ジョセフ・ミニオン     | ノミネート |
| インディペンデント・スピリット賞 | 撮影賞                                   | ミヒャエル・バルハウス | ノミネート |